# Seznam abatyší cisterciáckého kláštera na Starém Brně
Toto je seznam abatyší kláštera cisterciaček na Starém Brně. Starobrněnský klášter byl založen Eliškou Rejčkou roku 1323 a fungoval až do zrušení v roce 1783.
| V úřadu                                    | Jméno abatyše                                        |
| ------------------------------------------ | ---------------------------------------------------- |
| 1323 – † 26. 10. 1326                      | Kristýna                                             |
| ? – † 3. 9. 1337                           | Kateřina I. z Lipé                                   |
| ? – † 1. 10. 1346                          | Kateřina II. z Ostrohu                               |
| ? – † 1367                                 | Eliška Černínská                                     |
| 1368 – 1389 (rezignace) († 1391 nebo 1397) | Perchta I. z Boskovic                                |
| 1389 – † 19. 9. 1395                       | Anna z Lysic                                         |
| ? – † 1401                                 | Marta I. (také jako Manna)                           |
| 1400 – † 1413                              | Kateřina III. nebo Kachna                            |
| 1413 – † 25. 2. 1417                       | Eliška II. (z Boskovic)                              |
| ? – ?                                      | Eliška III. z Brandejsa (možná tatáž co předchozí)   |
| 1418 – † 1434                              | Dorota z Cimburka                                    |
| 1435 – † 1438 (nebo 1443)                  | Marta II.                                            |
| 1442 – † 14. 3. 1464                       | Helena (Alena) z Kunštátu                            |
| 1476 – † 2. 7. 1482                        | Perchta II. z Boskovic                               |
| 1483 – † 1508                              | Markéta z Donína                                     |
| 1508 – 8. 5. 1532 (rezignace) († 1535)     | Johanka z Boskovic                                   |
| 1532 – † 1550                              | Barbora ze Sovince (či z Doubravic nebo Gulenbergu)  |
| ? – † 1554                                 | Rozina z Lichtensteinu                               |
| 1556 – 1566 (rezignace)                    | Kateřina IV. Haugvicová z Biskupic                   |
| 1566 – † 1583                              | Anna ze Stibotína                                    |
| 1583 – † 1598                              | Rozina Kundratka z Lamberka                          |
| 1598 – † 14. 3. 1613                       | Anna Tasovická z Tasova                              |
| 1613 – † 2. 9. 1619                        | Ester Rudolfová                                      |
| 1616 – † 2. 4. 1625                        | Ursula Sacher                                        |
| ? – † 23. 2. 1638                          | Eva Leopoldová                                       |
| 1638 – † 26. 12. 1639                      | Anna IV. Ammon                                       |
| 1639 – † 20. 8. 1649                       | Judita Iglovská                                      |
| ? – † 1658                                 | Alžběta Saher                                        |
| ? – † 1664                                 | Zuzana Obigalová                                     |
| 1664 – † 1. 9. 1677                        | Justýna Wagnerová z Lučic                            |
| ? – † 30. 3. 1680                          | Rosina III. Tengelott von Valtelin (narozena v Brně) |
| ? – † 10. 4. 1689                          | Rosalia Wiedmann (narozena v Augsburku)              |
| ? – † 29. 1. 1714                          | Anna Barbora II. Vodičková (narozena v Brně)         |
| ? – † 6. 1. 1723                           | Maria Rosa Wegemann                                  |
| ? – † 16. 10. 1733                         | Antonia Janovka                                      |
| ? – † 14. 5. 1741                          | Gertrud Luquesy                                      |
| ? – 1782 (zrušen klášter)                  | Antonia von Ulrici (narozena v Kladsku)              |